# Pseudogetreide

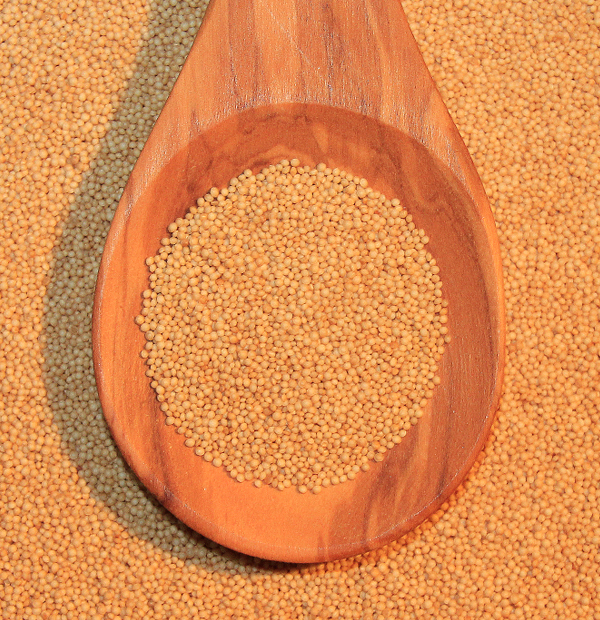
Amarant

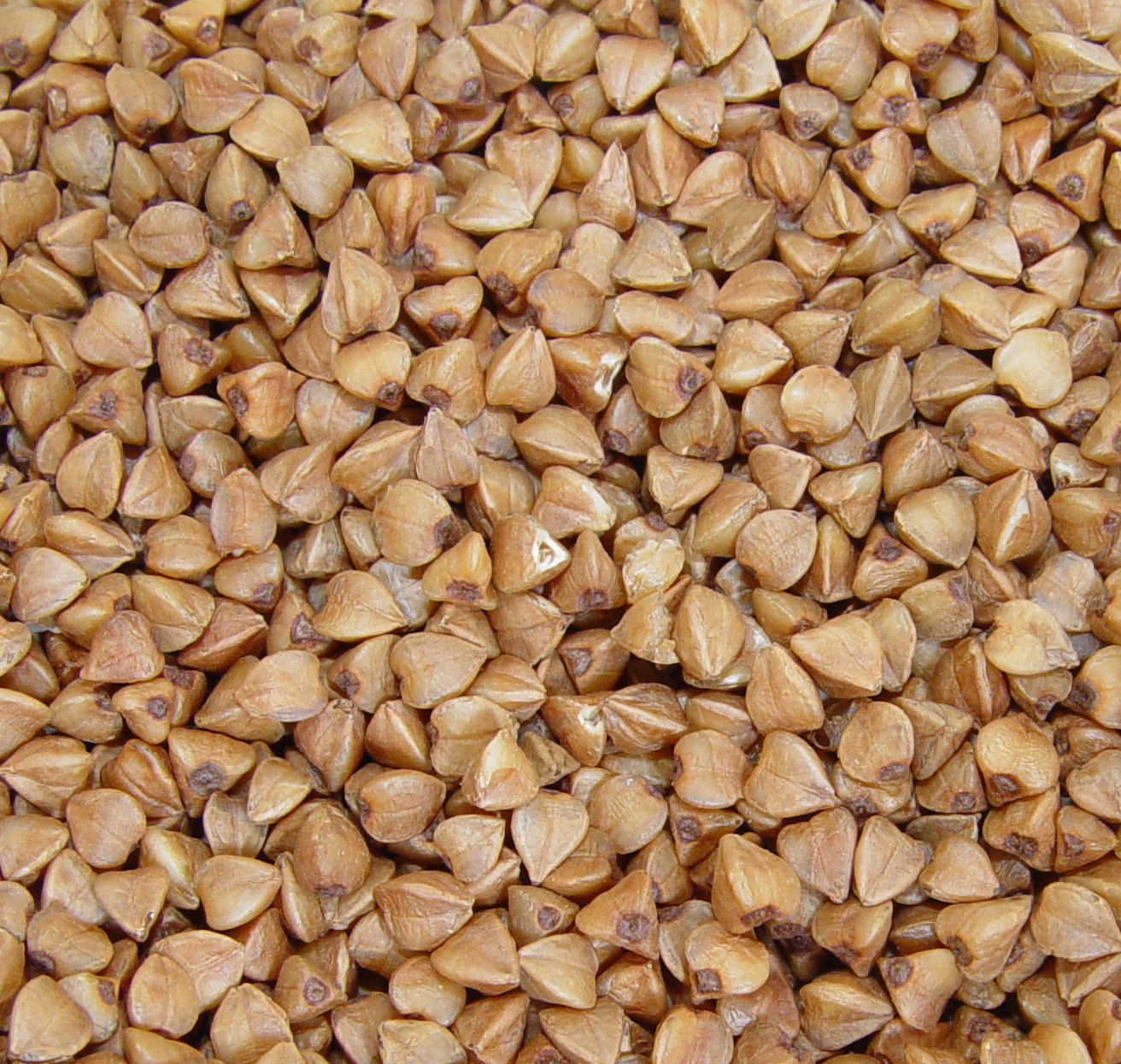
Buchweizen

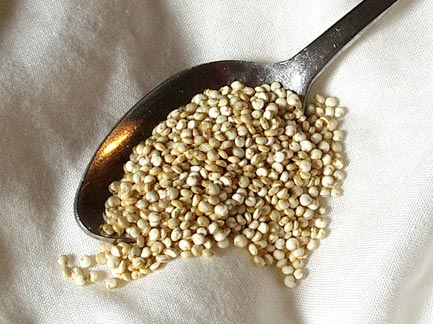
Quinoa

Pseudogetreide (auch: Pseudocerealien) sind Körnerfrüchte von Pflanzenarten, die nicht zur Familie der Süßgräser (Poaceae = alle echten Getreidearten) gehören, aber ähnlich wie Getreide verwendet werden. Die Samen sind meist reich an Stärke, Eiweiß, Mineralstoffen und Fett. Sie besitzen zwar keine Eigenbackfähigkeit, wie beispielsweise Weizen oder Roggen, werden aber ansonsten ähnlich wie Getreide verwendet. Pseudogetreide sind in Mitteleuropa auf ertragsstarken Standorten gegenüber den hier üblicherweise angebauten Kulturpflanzen nicht konkurrenzfähig. Sie verfügen über ein niedriges Ertragsniveau und aufgrund großer Ertragsschwankungen über geringe Ertragssicherheit. Darüber hinaus sind einige wärmeliebend (Quinoa, Amarant); für den Anbau in Deutschland sind bisher keine angepassten Sorten vorhanden (Stand 2012).
Alle Pseudocerealien sind glutenfrei und daher als Diätspeisen bei Zöliakie geeignet. Buchweizen, Amarant und Quinoa lassen sich ebenso zu Malz verarbeiten.

## Arten
Die wichtigsten Pseudogetreidearten sind (nach der weltweiten Erntemenge):
- Buchweizen (Fagopyrum esculentum) – Knöterichgewächse. Welternte 2017: 3,83 Mio. Tonnen.
- Quinoa, auch Reismelde genannt, (Chenopodium quinoa) – aus der Gattung der Gänsefüße in der Familie der Fuchsschwanzgewächse. Welternte 2017: 146.735 Tonnen.
- Amarant (Amaranthus) – Fuchsschwanzgewächse

weitere Arten:
- bei den Fuchsschwanzgewächsen

- Garten-Fuchsschwanz (Amaranthus caudatus), auch: Kiwicha
- Rispen-Fuchsschwanz (Amaranthus cruentus)
- Trauer-Fuchsschwanz (Amaranthus hypochondriacus)
- Brandschopf (Celosia); Silber-Brandschopf (Celosia argentea)
- Weißer Gänsefuß (Chenopodium album) - (Fuchsschwanzgewächse s. l. – im weiteren Sinne)
- Berlandiers Gänsefuß (Chenopodium berlandieri)
- Kañiwa oder Cañihua (Chenopodium pallidicaule)
- Apamarga (Achyranthes aspera)
- Besen-Radmelde

- aus anderen Pflanzenfamilien:

- Mexikanische Chia (Salvia hispanica) – ist eine Pflanzenart aus der Gattung der Salbei (Salvia) innerhalb der Familie der Lippenblütler
- Kalifornische Chia (Salvia columbariae)

## Merkmale der wichtigsten Pseudogetreidearten
| Merkmal                    | Buchweizen | Quinoa  | Amarant |
| -------------------------- | ---------- | ------- | ------- |
| Pflanzentyp                | C3         | C3      | C4      |
| Mindestkeimtemperatur (°C) | 5–8        | 5–7     | 10–12   |
| Tausendkornmasse (g)       | 15–30      | 1–3     | 0,5–2   |
| Pflanzenhöhe (cm)          | 50–60      | 100–150 | 100–200 |
| Kornertrag (dt/ha)         | 15–20      | 10–45   | 2–60    |
| Vegetationsdauer (Tage)    | 100–120    | 100–140 | 120–150 |